# Bydgoszcz
Bydgoszcz (alemany: Bromberg, llatí: Bydgostia) és una ciutat al nord de Polònia, capital del voivodat de Cuiàvia-Pomerània, a les coordenades geogràfiques 53° 07′N i 18° 00′ E, a prop dels rius Brda i Vístula. La ciutat té una població de 357.652 habitants (2014), una extensió superficial de 175,98 km² i una densitat poblacional de 2.032 hab/km².
Bydgoszcz forma part de l'àrea metropolitana Bydgoszcz-Toruń juntament amb la ciutat de Toruń, a només 45 km de distància, amb un total de 850.000 habitants aproximadament.

## Història
Originalment fou un assentament de pescadors anomenat Bydgozcya ("Bydgostia" en llatí), la ciutat va ser el centre neuràlgic per a les rutes del comerç del riu Vístula. Al segle xiii va ser governada per un "castellà" (el senyor del castell), esmentat per primera vegada l'any 1238. Bydgoszcz fou ocupada pels Cavallers Teutons des de l'any 1331 fins a l'any 1337, per a ser més tard recuperada pel rei Casimir el Gran de Polònia, que va garantir els drets de la ciutat entre els anys 1346 i 1349.
En els segles xv i xvi Bydgoszcz va tenir un significatiu paper en el mercat del blat de moro. L'any 1657 es va signar en aquesta ciutat el Tractat de Bydgoszcz.
Al setembre del 1939, quan Alemanya va iniciar la invasió de Polònia, centenars de polonesos descendents d'alemanys van ser linxats a Bydgoszcz, acusats de formar una cinquena columna contra Polònia. Aquest episodi, anomenat Diumenge Sagnant de Bromberg, va concloure quan els soldats alemanys van capturar la ciutat i van venjar als alemanys assassinats realitzant execucions massives i enviant milers de polonesos de Bromberg a camps de concentració nazis.

## Fills il·lustres
- Albert Friedenthal (1862-1921) pianista.
- Wilhelm Posse (1852-1925) arpista i compositor.